# Goethe (cràter)
Goethe és un conca d'impacte en el planeta Mercuri de 317,17 km de diàmetre. Porta el nom de l'escriptor alemany Johann Wolfgang von Goethe (1749-1832), i el seu nom va ser aprovat per la Unió Astronòmica Internacional el 1979.
No va ser catalogat com una conca d'impacte per Wood i Head perquè van considerar que la fotografia de la sonda espacial Mariner 10 era massa pobre per confirmar les estructures de conca. No obstant això, la majoria dels observadors, començant per Murray i altres, l'han identificat com una conca.
Goethe està delimitat en els seus costats nord i est per una paret de pendent suau i de material discontinu, baixa, amb vores d'hummock que pot consistir en dipòsits d'ejecció. Aquests materials són similars als que es produeixen al voltant de la conca Caloris, al quadrangle Tolstoj. En el seu costat oest, Goethe està delimitat per almenys tres crestes subparalel·les o blocs inclinats, que estan separades per valls estretes parcialment plenes amb material tou.
Si alguna vegada va existir un anell concèntric interior, actualment està enterrat sota del material tou que s'estén ara a través de la conca. És recognoscible en la base d'una paret de la conca, degradada i de pendent molt suau, una estructura estreta, concèntrica, en part pel material ressorgit de les planes llises.
Encara que massissos muntanyosos rectilinis i sistemes de marques radials de material expulsat de la Caloris Croup envolten la Conca Caloris, no poden ser inequívocament reconeguts unitats similars arreu del Conca Goethe (FDS 164). No obstant això, les restes de pujols i hummock s'assemblen als dipòsits de la conca i les ejeccions sobresurten per sobre de la paret de la conca de pendent suau. Aquestes s'estenen en direcció sud-oest i nord de la conca, més enllà d'una cresta de la vora a una distància d'una meitat a un terç del radi de la conca.
Goethe és més antic que el material tou de la seva paret, cresta de la vora, i la major part del seu material expulsat està parcialment enterrat. Els contorns de les crestes de les vores de diversos cràters adjacents són recognoscibles a través del material tou que omple parcialment la conca del Goethe. Aquests cràters enterrats probablement es van formar en el fons de la conca després de l'excavació de la conca i es van ser enterrats posteriorment per material tou.
El terreny al nord-oest de cràter Depréz (FDS 160 i 164) conté molt hummock com el terreny de més al sud, el que suggereix que el material suau de les planes al nord-oest de Depréz és tan prima que la topografia més vella i més aspre que està enterrada sota el material tou de les planes entre cràters sobresurt a través d'ell. La densitat i la mida dels cràters fantasma dins de la conca Goethe són similars a les dels cràters superposats sobre el material de les planes entre cràters. Aquests cràters fantasma i el material original de les planes entre cràters són més joves que la conca Goethe, ja que no van ser esborrats per l'impacte que la va formar.
Per tant, Goethe es pot haver originat per un impacte sobre una superfície més antiga que el material que hi ha entre els cràters i s'ha omplert parcialment per aquest material en una data posterior. Si és així, la conca d'impacte Goethe pot ser més antiga que alguns materials de planes que hi ha entre els cràters i que grans cràters propers. També és molt més antiga que la Conca Caloris.